# Charalambos Pachis
Charalambos Pachis (1844, Korfu – 1891, tamtéž) byl významný řecký malíř heptánské školy, specializující se na krajinomalbu a historické scény. Jeho umělecká tvorba měla výrazný vliv na řeckou malbu 19. století. Mistrovstvím jeho práce se vyznačuje v zachycení detailů krajiny a dovedné zobrazení historických událostí.

## Životopis
Pachis se narodil kolem roku 1844. V mládí pracoval jako sluha u bohatého Angličana, který si všiml jeho uměleckého nadání a nabídl mu finanční podporu pro studium v Itálii. Pachis začal své vzdělání na lekcích malby na Accademia di San Luca a později pokračoval na Accademia di Belle Arti di Napoli. Jeho tvorbu ovlivnilo dílo Dionysia Tsokose a dalších filhelénských umělců 19. století.
Po dokončení studií v různých evropských městech se kolem roku 1870 Pachis vrátil na Korfu, kde krátce vyučoval na "škole Joannise Kapodistriase". Následně založil vlastní soukromou uměleckou školu. Mezi jeho významné žáky patřili Periklis Tsirigotis, Angelos Giallinas a Georgios Samartzis. Pachis pravděpodobně shromáždil rozsáhlou sbírku kostýmů pro své výukové účely, kterou později prodal. Peníze z prodeje věnoval jako věna svým dcerám. Jedna z jeho dcer se provdala za Georgiose Samartzise, zatímco další dcera uzavřela manželství s malířem Spirosem Pizanisem.
Jeho uměleckým odkazem jsou především historické scény, jako například vyobrazení atentátu na Kapodistriase, Tanec Zalongo a oběšení Řehoře V. Kromě toho se věnoval malbě portrétů, krajin a ilustracím k hagiografickým dílům. Pachis patřil mezi první malíře heptánské školy, kteří se zaměřovali na tvorbu krajinných a žánrových scén. Jeho práce zahrnují také ikonografii řecké pravoslavné církve v Drači.
Pachis obdržel ocenění od iónské regionální vlády a Vatikánu. Zúčastnil se významných výstav, mezi které patří Národní výstavy v Zappeionu v letech 1875 a 1888 a také Exposition Universelle v roce 1878.

## Další vybrané obrazy

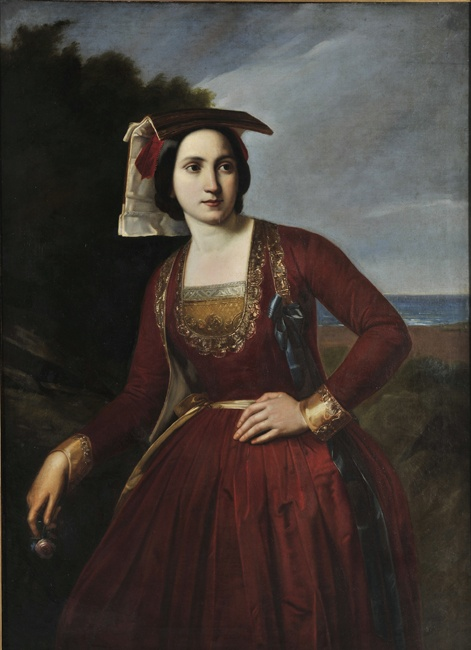
Portrét mladé dívky
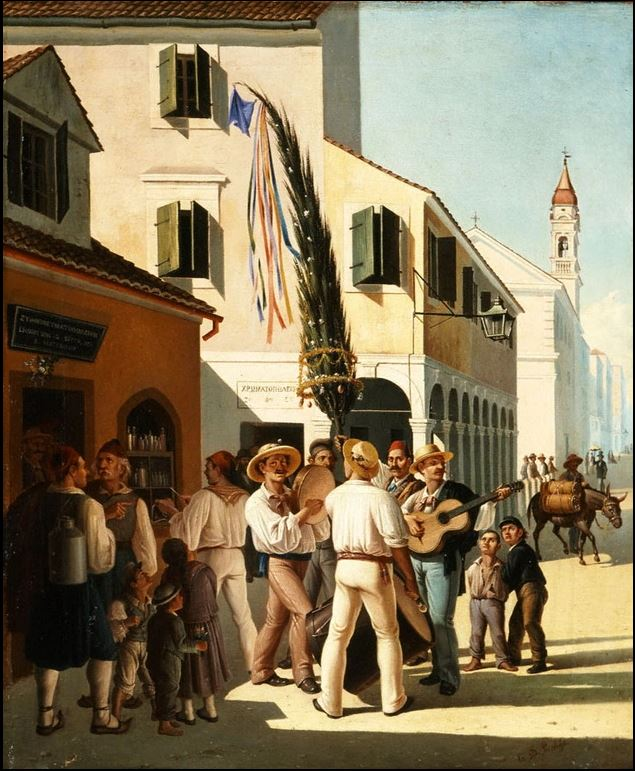
Karneval v Kerkyře
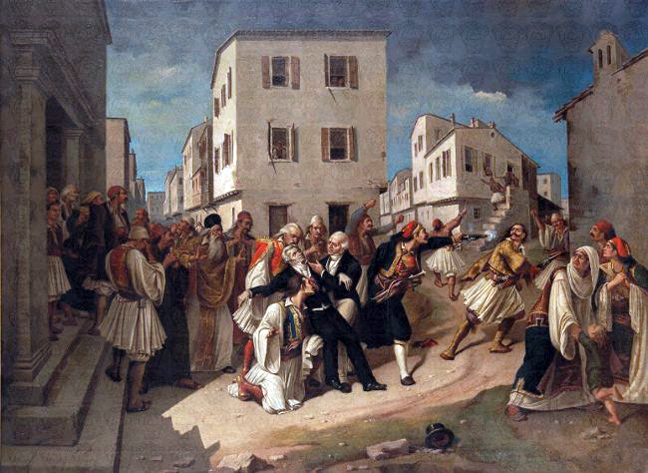
Atentát na Joannise Kapodistriase
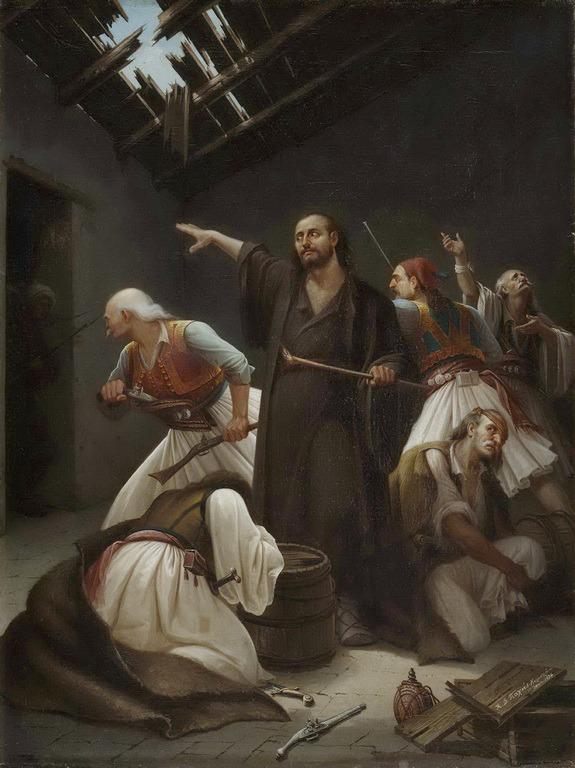
Mnich Samuel při pádu Souli